# 35ns Premis AVN
Els 35ns Premis AVN, presentats per Adult Video News (AVN), van distingir les millors pel·lícules pornogràfiques i productes d'entreteniment per a adults entre l'1 d'octubre de 2016 i el 30 de setembre de 2017 i va tenir lloc el 27 de gener de 2018 a The Joint a Hard Rock Hotel and Casino, Paradise (Nevada). Durant la cerimònia, Adult Video News va presentar els Premis AVN (sovint coneguts com els Oscars del porno) en més de 100 categories. L'estrella web cam Harli Lotts i l'intèrpret/directora Angela White van ser copresentadores de la cerimònia, cadascuna per primera vegada. El mestre de cerimònies va ser el còmic Aries Spears.
L'espectacle es va retransmetre en directe a AVN.com provinent de Livestream.com. Aquest any també va marcar el retorn dels Premis GayVN després d'una llarga pausa celebrada al mateix lloc una setmana abans dels premis AVN; tots dos formant part de AVN Adult Entertainment Expo també coneguda com a AVN Week.
El guanyador del millor drama Half His Age: A Teenage Tragedy va guanyar honors com a millor pel·lícula. Tanmateix, Justice League XXX: An Axel Braun Parody i Angela 3 van guanyar sis premis cadascun, empatats amb més guardons a la cerimpnia. La pel·lícula guanyadora del títol de l'any Half His Age: A Teenage Tragedy va guanyar quatre trofeus.

## Guanyadors i nominats
Els nominats per als 35è premis AVN es van anunciar el 16 de novembre de 2017, a la festa anual de nominacions als premis AVN al saló The Edison al centre de Los Angeles.|
Els principals premis d'intèrpret van ser per a Angela White, Premi AVN a l'artista femenina de l'any; Markus Dupree, intèrpret masculí de l'any i Jill Kassidy, millor nova estrella. Pel que fa a les pel·lícules, els grans guanyadors van ser Justice League XXX: An Axel Braun Parody i Angela 3, cadascun amb sis premis.

### Premis principals

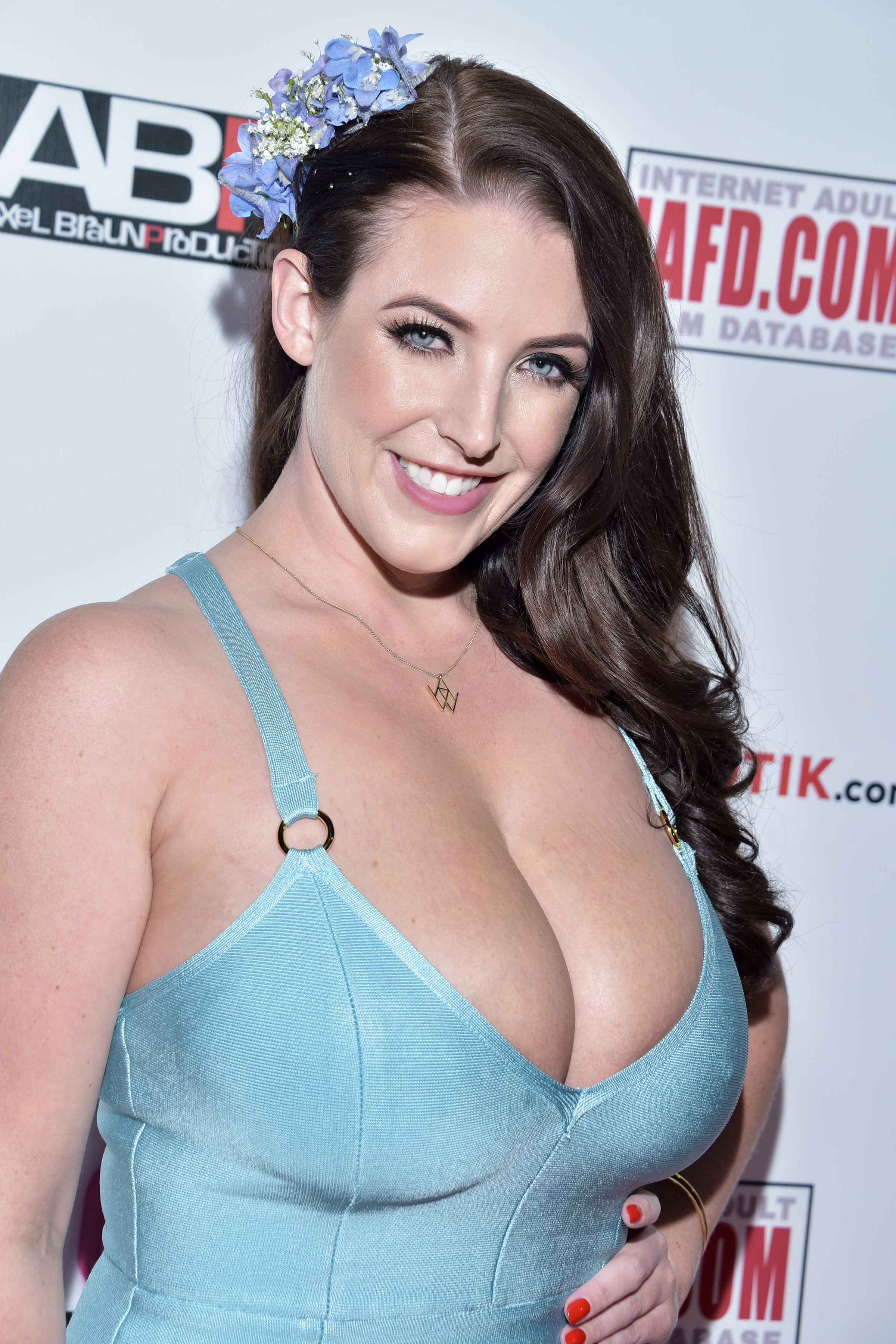
Angela White, millor artista femenina

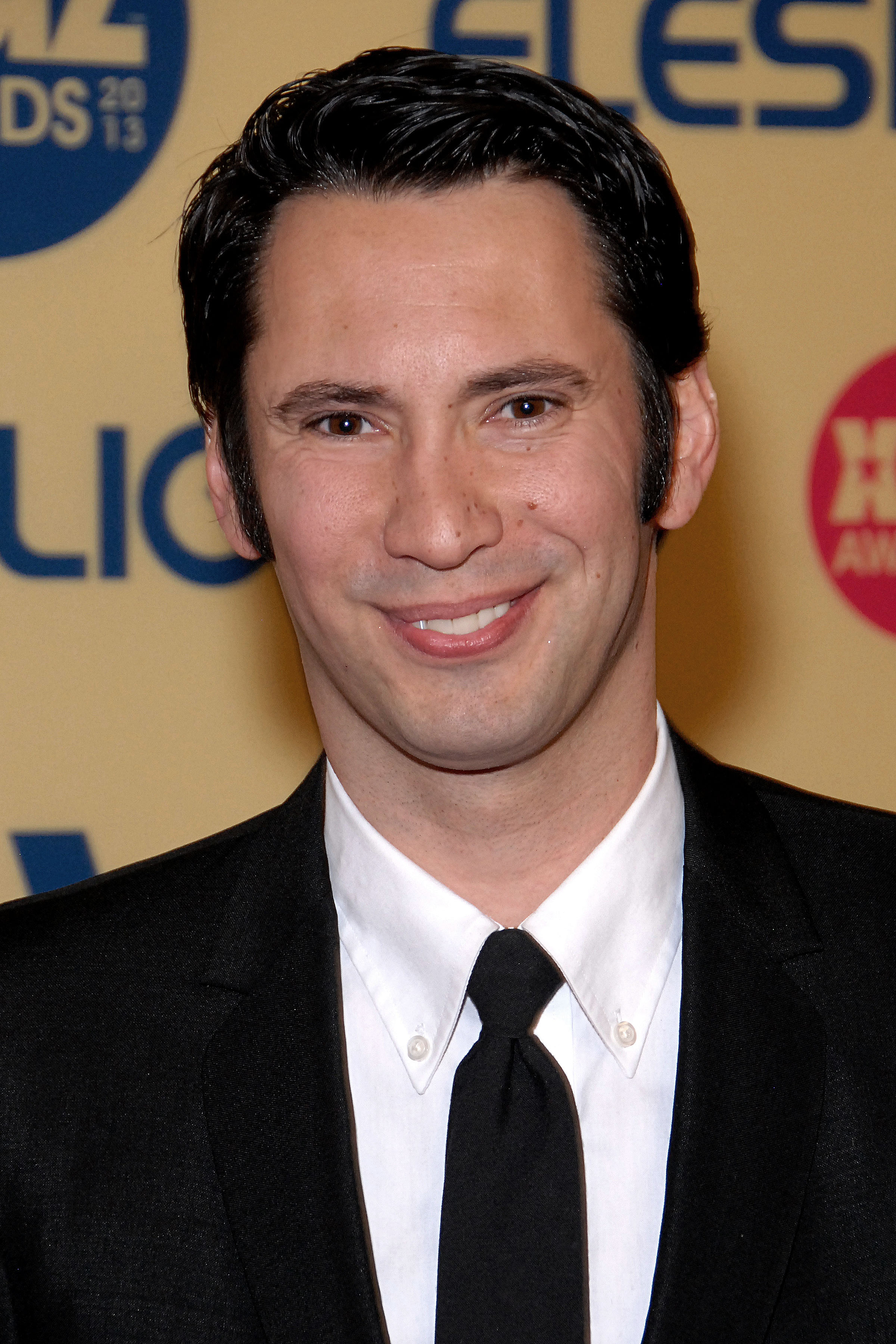
Tommy Pistol, millor actor

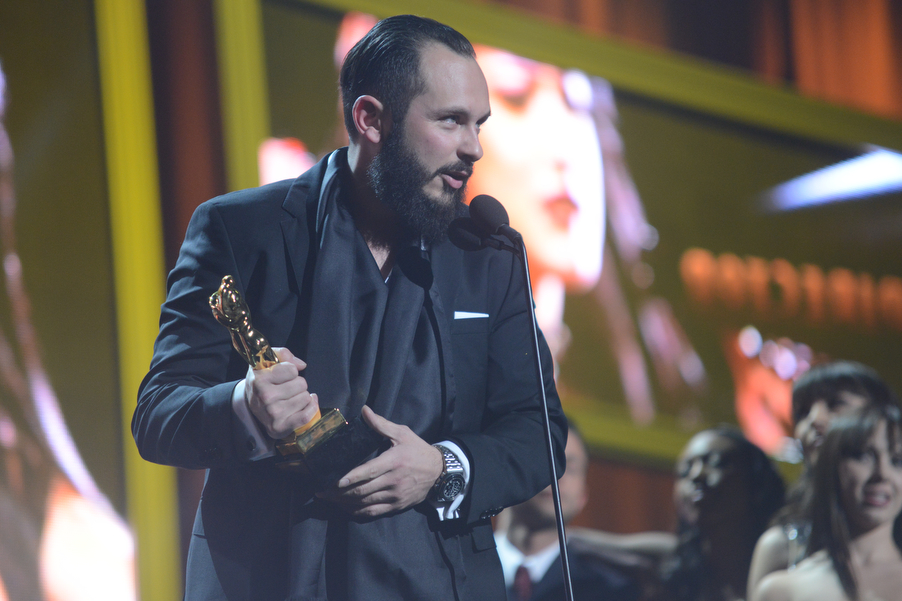
Greg Lansky, director de l’any 2018

Els guanyadors de les categories anunciades durant la cerimònia de lliurament de premis el 27 de gener de 2018, es destaquen en negreta i s'indiquen amb un doble daga ().
| Pel·lícula de l'any | Premi a l'artista femenina de l'any |
| --- | --- |
| - Half His Age: A Teenage Tragedy (Best Drama) - Angela 3 (Best Star Showcase) - Jews Love Black Cock (Best Comedy) - Vampires (Best Action/Thriller) - Bulldogs (Best Foreign Feature) - Anissa the Tenniswoman (Best Foreign Non-Feature) - Justice League XXX: An Axel Braun Parody (Best Parody) - Adventures With the Baumgartners (Best Polyamory Movie) - Sacrosanct (Best Anthology Movie) - Dysfucktional: Blood Is Thicker Than Cum (Best Taboo Relations Movie) (En lloc dels nominats per a aquesta categoria, els concursants s'escullen entre els guanyadors de les categories "Millor llançament". La votació es realitza per separat just abans de la cerimònia de lliurament de premis).                                                                | - Angela White - August Ames - Adriana Chechik - Abella Danger - Aidra Fox - Keisha Grey - Katrina Jade - Elsa Jean - Eva Lovia - Riley Reid - Lana Rhoades - Jessa Rhodes - Natalia Starr - Gina Valentina |
| Premi a l'artista masculí de l'any | Millor nova estrella |
| - Markus Dupree - Mick Blue - Xander Corvus - Charles Dera - Manuel Ferrara - Ricky Johnson - Keiran Lee - Mandingo - Ramón Nomar - Tommy Pistol - Toni Ribas - Johnny Sins - Jean Val Jean - Chad White - Prince Yahshua | - Jill Kassidy - Arya Fae - Honey Gold - Eliza Jane - Elena Koshka - Riley Nixon - Giselle Palmer - Lena Paul - Bella Rose - Sofi Ryan - Scarlett Sage - Chloe Scott - Kristen Scott - Violet Starr - Whitney Wright |
| Artista transsexual de l'any | Director de l'any |
| - Aubrey Kate - Foxxy - Dicky Johnson - Casey Kisses - Venus Lux - Natalie Mars - Tori Mayes - Marissa Minx - Mandy Mitchell - Sunshyne Monroe - Chanel Santini - Alexa Scout - Stefani Special - Shiri Trap - Freya Wynn | - Greg Lansky - Joanna Angel - Brad Armstrong - Axel Braun - Stormy Daniels - Jonni Darkko - Manuel Ferrara - Jules Jordan - Ryan Madison - Mason - Bree Mills - Jim Powers - Mike Quasar - Jacky St. James - Stills by Alan |
| Millor actor | Millor actriu |
| - Tommy Pistol, Ingenue - Brad Armstrong, Takers - Danny D, Bulldogs - Charles Dera, Half His Age: A Teenage Tragedy - Damon Dice, From the First Moment - Ryan Driller, An Inconvenient Mistress - Seth Gamble, Karma - Tyler Knight, Interracial Family Needs - Marcus London, Unbridled - Derrick Pierce, Indirect Relations - Logan Pierce, The Voyeur - Toni Ribas, Blood Sisters - Ryan Ryder, The Altar of Aphrodite - Nacho Vidal, Outland 2: Looking for Freedom - Chad White, Laura | - Sara Luvv, The Faces of Alice - Asa Akira, The Blonde Dahlia - Chloe Amour, Love for Sale 2 - Abella Danger, The Obsession - Jessica Drake, An Inconvenient Mistress - Alexis Fawx, Fantasy Factory - Alexa Grace, Crash - Janice Griffith, Ingenue - Jill Kassidy, Half His Age: A Teenage Tragedy - Cassidy Klein, Conflicted - Melissa Moore, The Voyeur - Katie Morgan, Bad Babes Inc. - Ella Nova, Snapshot - Romi Rain, Justice League XXX: An Axel Braun Parody - Angela White, The Altar of Aphrodite |
| Millor actriu secundària | |
| - Kristen Scott, Half His Age: A Teenage Tragedy - - Joanna Angel, My Killer Girlfriend - A.J. Applegate, Adventures With the Baumgartners - Kat Dior, Extradition - Karlee Grey, Ingenue - Nina Hartley, Confessions of a Sinful Nun - Elsa Jean, Nerds - Aaliyah Love, Inner Demons - Kira Noir, Ethni•City - Brett Rossi, Fantasy Factory - Chanel Preston, The Obsession - Layla Sin, Love for Sale 2 - Luna Star, Bad Babes Inc. - Violet Starr, The Submission of Emma Marx: Evolved - Charlotte Stokely, Justice League XXX: An Axel Braun Parody | |
| Millor presentació d’estrella | Millor acció/thriller |
| - Angela 3 - Adriana Chechik Is the Squirt Queen - Bombshell Skyla Novea - Cherie - Eva - The Gangbang of Riley Reid - I Am Katrina - The Insatiable Miss Jessa Rhodes - Jasmine Jae No Holds Barred - Jessica Drake Is Wicked - Kendra’s Obsession - Lana - Riley Goes Gonzo 2 - Sexxxploitation of Leya Falcon AKA Whorley Quinn - Tori Black Is Back | - Vampires - Agent 69 - The Altar of Aphrodite - Blood Sisters - Crash - Extradition - From Beyond - An Inconvenient Mistress - Lay Her Down - My Killer Girlfriend - Pussy or Lead - Quest - Takers - Transmission - Vendetta |
| Millor comèdia | Millor drama |
| - Jews Love Black Cock - Amish Girls 2 - Bad Babes Inc. - The Blonde Dahlia - Conflicted - Consequences of a Kiss - Corrupted by the Evils of Fetish Porn - Don't Screw My Mom - The Faces of Alice - Forked - My Wife’s Hot Sister - Nerds - The Next Big Step - Viking Girls Gone Horny - Women Getting Even | - Half His Age: A Teenage Tragedy - The Artist Within - The Babysitter 11 - The Candidate - Confessions of a Sinful Nun - Ethni•City - Exposed - Fantasy Factory - Ingenue - Inner Demons - Love on the Line - The Obsession - Spoiled - Unbridled - The Voyeur |
| Millor escena sexual noi/noia | Millor escena sexual noia/noia |
| - Angela White, Manuel Ferrara; Angela 3 - Riley Reid, Ryan Madison; 2:27:48 Real Time Sex - Chanel Preston, Chad White; The Altar of Aphrodite - Kristen Scott, Tommy Pistol; Bound for Sex 2 - Melissa Moore, Markus Dupree; Cuties 10 - Gia Paige, James Deen; Darker Side of Desire - Katrina Jade, Seth Gamble; Exposed - Jill Kassidy, Charles Dera; Half His Age: A Teenage Tragedy - Karlee Grey, Manuel Ferrara; Karlee Grey Gets Her Pussy Fucked Unscripted - Kendra Sunderland, Jason Brown; Kendra’s Obsession - Kimmy Granger, Chris Strokes; Kimmy Gets Fucked and Abused - Eva Lovia, Xander Corvus; My Wife's Hot Sister - Brett Rossi, James Deen; Oil Explosion 2 - Honey Gold, Mick Blue; Sacrosanct - Vicki Chase, Johnny Sins; Young & Beautiful 3 | - Katrina Jade, Kissa Sins; I Am Katrina - Violet Starr, Anya Olsen; Cheer Squad Sleepovers 20 - Shyla Jennings, Jenna Sativa; Erotic Encounters 2 - Alex Grey, Kristen Scott; Hollywood Hills Hijinx - Melissa Moore, Verónica Rodríguez; Kristen Scott’s Skip Day - Lana Rhoades, Olivia Nova; Lana Is Olivia's Dream - Aiden Ashley, Darcie Dolce; Lesbian Performers de l'any 2017 - Gina Valentina, Jaye Summers; Lesbian Schoolgirls - Alexa Grace, Christiana Cinn; Lesbian Sex Therapist 2 - Gia Paige, Adria Rae; Panty Raid - Nikki Hearts, Leigh Raven; Prison Lesbians 5 - Brett Rossi, Megan Rain; Schoolgirl Massacre - Abigail Mac, Olive Glass; Spoiled - Aidra Fox, Tori Black; Tori Black Is Back - Riley Reid, Kendra Sunderland; Unexpected Feelings |
| Millor escena sexual anal | Millor escena sexual oral |
| - Lana Rhoades, Markus Dupree; Anal Savages 3 - Adriana Chechik, James Deen; Adriana Chechik Is the Extreme Anal Queen - Blair Williams, Christian Clay; Anal Beauty 7 - Aidra Fox, Erik Everhard; Anal Fuck Dolls 2 - Dakota, Sean Michaels; Anal Warriors 3 - Angela White, Markus Dupree; Angela Loves Anal - Natalia Starr, James Deen; Back in the Butt - Mia Malkova, Markus Dupree; Big Anal Asses 6 - Riley Nixon, Ramón Nomar; Blast My Ass - Abella Danger, Toni Ribas; Curvy Girls 8 - Goldie Rush, Mike Adriano; Deep in That Ass 3 - Keisha Grey, Dredd; Dredd - Marley Brinx, Prince Yahshua; Interracial & Anal 4 - Ariana Marie, Christian Clay; Natural Beauties 2 - Casey Calvert, Markus Dupree; Psychotic Behavior                                   | - Aidra Fox, Jason Katana, Donny Sins, Filthy Rich, Hunter, Mark Zane, Brad Hart, Robby Echo, Wrex Oliver, Rob Banks, Chad Alva; Facialized 4 - Heather Lexi, Riley Reyes, Eric John; Blow Bar 2 - Christiana Cinn, Brad Knight; Brad Knight’s Blow n’ Go Girls - Joseline Kelly, Ricky Johnson; Dirty Girl - Gina Valentina, Codey Steele, Cyrus King, Jake Jace, Robby Echo, Ryan McLane, Small Hands; Fill My Throat - Jill Kassidy, Ike Diezel; I Just Wanna Suck You Dry - Jessica Drake, Ricky Johnson, Rob Piper, Isiah Maxwell, Dirk Huge; Jessica Drake Is Wicked - Karlee Grey, Donny Sins, Filthy Rich, Hunter, Jack Vegas, Jason Katana, Mark Zane, Rob Banks; Karlee Grey's 1st Blow Bang - Kasey Warner, Brad Knight; Kasey Warner Comes Over to Suck My Boyfriend's Dick - Melissa Moore, Chad Alva, Brad Hart, Ryan McLane, Filthy Rich, Eric John; My First Blowbang! - Jessa Rhodes, Mark White; Superstar BJ's - Blair Williams, Sarah Vandella, Mike Adriano; Swallowed.com - Anna de Ville, Anthony Rosano; Throat & Tit Fucking Teen - Veronica Avluv, 15 cocksmen; Veronica vs. Davina: 31 Cumshots – MILF Edition - Vicki Chase, Justin Hunt; Vicki Chase Gives a Therapeutic Suck Job |
| Cosplayer de cam favorita | Cam Girl Favorita |
| - Catjira | - Kati3kat |

### Guanyadors de premis addicionals
La següent és la llista de les categories de premis restants, que es van presentar a part de la cerimònia de lliurament de premis actual.
CATEGORIES DE CONTINGUT
- Artista All-Girl de l'any: Jenna Sativa
- Millor escena de sexe en grup All-Girl: Melissa Moore, Elsa Jean, Adria Rae Best New Starlets 2017
- Millor pel·lícula All-Girl: Angela Loves Women 3
- Millor sèrie All-Girl: Women Seeking Women
- Millor pel·lícula Amateur/Pro-Am: Amateur Introductions 24
- Millor pel·lícula anal: Anal Savages 3
- Millor sèrie anal: Anal Savages
- Millor pel·lícula d'antologia: Sacrosanct
- Millor direcció artística: Justice League XXX: An Axel Braun Parody
- Millor pel·lícula BDSM: Cybill Troy Is Vicious
- Millor fotografia: Winston Henry, Sacrosanct
- Millor sèrie continuada: Angela Loves...
- Millor director – Llargmetratge: Axel Braun, Justice League XXX: An Axel Braun Parody
- Millor director – Llargmetratge estranger: Hervé Bodilis, Pascal Lucas, Revenge of a Daughter
- Millor director – No pel·lícula estrangera: Hervé Bodilis, Megan Escort Deluxe
- Millor director – No pel·lícula: Kayden Kross, Sacrosanct
- Millor escena sexual de doble penetració: Angela White, Markus Dupree, Mick Blue, Angela 3
- Millor edició: Angela White, Angela 3
- Millor pel·lícula ètnica: Asian Anal
- Millor sèrie ètnica/interracial: Black & blanc
- Millor funció estrangera: Bulldogs
- Millor documentació estrangera: Anissa the Tenniswoman
- Millor sèrie estrangera: Rocco's Psycho Teens
- Millor pel·lícula gonzo: Manuel's Fucking POV 7
- Millor escena de sexe grupal: Angela White, Mick Blue, Xander Corvus, Markus Dupree, Toni Ribas, John Strong, Angela 3
- Millor pel·lícula Ingénue: Young Fantasies 2
- 'Millor pel·lícula interracial: Interracial Icon 4
- Millor pel·lícula de proposicions lascives: Babysitter Auditions
- Millor maquillatge: Dusty, May Kup, Cammy Ellis, Justice League XXX: An Axel Braun Parody
- Millor nouvingut masculí: Wes Meadows (Vacated; Given to Juan “El Caballo” Loco)
- Millor campanya de màrqueting - Projecte individual:: Justice League XXX: An Axel Braun Parody
- Millor campanya de màrqueting - Imatge de l'empresa: Vixen
- Millor pel·lícula MILF: MILF Performers ot fhe year 2017[12]
- Millor segell nou: Pure Taboo
- Millor sèrie nova: Young & Beautiful
- Millor pel·lícula niche: Cum Inside Me 3
- Millor sèrie niche: Squirt for Me
- Millor actuació no sexual: Kyle Stone, Conflicted
- Millor pel·lícula de dona gran/noia jove: The Art of Older Women
- Millor pel·lícula oral: Facialized 4
- Millor pel·lícula orgia/gangbang: My First Gangbang
- Millor paròdia: Justice League XXX: An Axel Braun Parody
- Millor pel·lícula de poliamor: Adventures With the Baumgartners
- Millor guió: Will Ryder, Bad Babes Inc.
- Millor escena sexual en una producció estrangera: Claire Castel, Kristof Cale, Math, Ricky Mancini; Claire Desires of Submission
- Millor interpretació solo/tease: Angela White, Angela 3
- Millor banda sonora: The Altar of Aphrodite
- Millors efectes especials: Justice League XXX: An Axel Braun Parody

Content (ctd.)
- Millor actor secundari:Small Hands, Half His Age: A Teenage Tragedy
- Millor pel·lícula de relacions tabú: Dysfucktional: Blood Is Thicker Than Cum
- Millor escena sexual a tres bandes: noi/noi/noia: Kendra Sunderland, Jason Brown, Ricky Johnson; Kendra’s Obsession
- Millor escena sexual a tres bandes: noia/noia/noi: Riley Reid, Megan Rain, Mick Blue; Young & Beautiful
- Millor pel·lícula transsexual: All My Mother’s Lovers, Buck Angel Superstar (tie)
- Millor sèrie transsexual: Hot for Transsexuals
- Millor escena sexual transsexual: Adriana Chechik, Aubrey Kate, Adriana Chechik Is the Squirt Queen
- Millor producte/lloc de realitat virtual: BadoinkVR.com
- Millor escena sexual de realitat virtual: Adriana Chechik, Megan Rain, Arya Fae, Tommy Gunn; "Zombie Slayers", WankzVR.com
- Millor director web: Mike Adriano
- Títol intel·ligent de l'any: Black Loads Matter
- Artista estrangera de l'any: Jasmine Jae
- Estrella protagonista de l'any: Asa Akira
- Artista estranger de l'any: Ryan Ryder
- Artista MILF de l'any: Cherie DeVille
- Escena sexual més escandalosa: Leya Falcon, Ophelia Rain in “Well There’s ONE Place You Can Put an AVN Award”, Viking Girls Gone Horny
- Artista niche de l'any: Cybill Troy

PRODUCTES DE PLAER
- Millor fabricant de preservatius: Paradise Lubricated Condom
- Millor fabricant de millores: Bedroom Products
- Millor fabricant de fetitxistes: XR Brands
- Millor fabricant de roba interior o roba: Fantasy Lingerie
- Millor fabricant de lubricants: Wicked Sensual Care
- Millor fabricant de productes de plaer - Petit: Clandestine Devices
- Millor fabricant de productes de plaer - Mitjà: We-Vibe
- Millor fabricant de productes de plaer - Gran: Topco Sales

VENTA AL MENOR I DISTRIBUCIÓ
- Millor botiga: Pepper's Parties Too (Hattiesburg, MS)
- Millor cadena minorista - Petita: Inz & Outz
- Millor cadena minorista - Mitjana: The Pleasure Chest
- Millor cadena minorista - Gran: Castle Megastore
- Millor botiga web minorista: AdultEmpire.com

PREMIS DELS FANS
- Intèrpret BBW preferit: Angelina Castro
- Cam Guy preferit: Aamir Desire
- Parella de càmeres preferida: 19 honeysuckle (també conegut com Honey i Tom Christian)
- Estrella porno femenina preferida: Angela White
- Estrella del clip indie preferida: Jenny Blighe
- Lloc de membres preferit: BrazzersNetwork.com
- Estrella porno masculina preferida: Johnny Sins
- Pàgina web de les estrelles porno preferides: Angela White
- Estrella de la càmera trans preferida: Aubrey Kate
- Estrella porno trans preferida: Chanel Santini
- MILF més popular: Kendra Lust
- El nouvingut més popular: Lena Paul
- La joguina sexual més sorprenent: Angela White Fleshlight
- El cul més èpic: Alexis Texas
- Els pits més espectaculars: Angela White
- Estrella de les xarxes socials: Riley Reid

### Múltiples nominacions i premis
Justice League XXX: An Axel Braun Parody i Angela 3, cadascuna amb sis, van ser les pel·lícules que van guanyar més premis. Half His Age: A Teenage Tragedy va ser el següent amb quatre trofeus mentre que Sacrosanct va guanyar tres. Facialized 4 i Anal Savages 3 van guanyar dos cadascun, mentre que la sèrie Anal Savages també va guanyar un premi a la millor sèrie. Angela Loves Women 3 també va guanyar un premi a més de formar part de la sèrie Angela Loves..., que també va guanyar un premi a la millor sèrie.
Justice League XXX: An Axel Braun Parody també va tenir més nominacions, amb 13.

## Premis Honorífics AVN

### Saló de la Fama
El 6 de gener de 2018, AVN va anunciar els incorporats del 2017 al seu saló de la fama, que més tard van ser homenatjats amb un còctel el 23 de gener i després un vídeo mentre s'inaugurava la presentació de premis.
- Branca vídeo: Alexis Amore, Eva Angelina, William H., Brandon Iron, Jessica Jaymes, Sunny Leone, Nick Orleans, Kirsten Price, Mike Ranger, David Stanley, Celeste Star, Aiden Starr, Devlin Weed, Angela White, Michael Zen[13]
- Branca executius: Marc Bruder, Mara Epstein, Rondee Kamins[13]
- Branca fundadors: Mark Kulkis, David Joseph, Chuck Zane[13]
- Branca fundadors Internet: Brad Mitchell[13]

## Presentadors i intèrprets
AVN va anunciar que les noies Trofeu dels premis AVN 2018 serien Ayumi Anime i Sofi Ryan.
L'artista de hip-hop Lil Wayne va interpretar diversos números musicals durant l'espectacle. L'humorista i mestre de cerimònies Aries Spears va fer bromes i va aparèixer en diverses comèdies amb diverses lluminàries de la indústria per a adults.

## Informació de la cerimònia
Per primera vegada, el contingut publicat exclusivament als llocs web de membres era elegible per a la consideració dels premis AVN en qualsevol categoria d'escena sexual.AVN també va afegir dues categories noves a l'àrea web i tecnologia: Millor lloc web nou i el millor lloc web de clips. A més, Millor pel·lícula especialitzada - altre gènere i Millor sèrie especialitzada - altre gènere van passar a anomenar-se Millor pel·lícula i sèrie niche i es va afegir una nova categoria, artista niche de l'any.mA la presentació de les nominacions, dues noves categories més, es va anunciar Millor acció/thriller i Millor pel·lícula proposicions deshonestes. L'intèrpret BBW preferit es va afegir més tard com a categoria votada pels fans per al 2018. Una altra nova categoria de fans per al 2018 va ser Favorite Cosplay Cam Cosplayer.
La llegenda del porno Ron Jeremy va ser bandejat de la presentació de premis de l'any. AVN va considerar que va violar el seu codi de conducta basant-se en un article de Rolling Stone publicat el novembre de 2017, en el qual se l'acusava de conducta sexual inadequada.

## In Memoriam
Quan el programa començava, AVN va utilitzar un segment de vídeo per retre un homenatge a personalitats de la indústria adulta que havien mort des de la cerimònia de premis de 2017: James Baes, Sean Barnett, Ron Harris, Hugh Hefner, Morton Hyatt, Sonny Landham, Radley Metzger, Jocalyn Pink, January Seraph, Greg Steel, Michael Zen, Roxy Nicole, Olivia Nova, Olivia Lua, Yurizan Beltran, Shyla Stylez, August Ames.